# Chiave (araldica)
In araldica la chiave assume diversi significati simbolici:
- la potenza, quando connessa alle cariche di castellano o governatore,
- l'obbedienza e la sottomissione, quando si riferisce all'offerta delle chiavi di una città,
- il grande favore e la fiducia, quando utilizzata dai gentiluomini di camera dei sovrani.

## Posizione araldica ordinaria
La posizione ordinaria della chiave nello scudo è in palo, col congegno verso il capo e volto a destra. Ogni qualvolta non è  in tal posizione, bisogna blasonarlo.
Le chiavi possono essere addossate, affrontate, legate, in fascia, in pergola, in banda, in sbarra, in croce di Sant'Andrea, con gli anelli intrecciati, losangate e pomettate, con doppio congegno, ecc.
Una coppia di chiavi, una d'argento e una d'oro, solitamente poste in decusse sono l'emblema dei Pontefici. In questo caso possono comparire sia sotto la tiara pontificia sia accollate allo scudo.

Chiave posta in fascia (Arni, Svizzera)
Chiave posta in banda (Islisberg, Svizzera)
Due chiavi in decusse (Luleå, Svezia)
Due chiavi in palo contrapposte (Petrykaŭ, Bielorussia)
Chiavi pontificie accollate allo scudo di papa Adriano V